# Commodore 2000K/3000H
Das Commodore 2000K bzw. Commodore TV Game 3000H ist eine stationäre Spielekonsole der ersten Konsolengeneration. Es stellt einen Klon des damals populären Pong dar und wurde von Commodore International im Jahr 1975 veröffentlicht.

## Merkmale und Leistung
Auch wenn die Geräte sich äußerlich im Design stark unterschieden, waren sie sich dennoch im Wesentlichen innerlich gleich. Man konnte mit beiden Varianten folgende Spiele spielen:
- Target (mit optionaler Lichtpistole, sog. Lightgun)
- Tennis
- Fußball
- Squash

Alle Spiele waren mit bis zu vier Spielern gleichzeitig und in verschiedenen Schwierigkeitsstufen spielbar. Dazu mussten die Spiele beim Commodore 2000K-Modell mit einer Drehscheibe eingestellt werden, während sie beim Commodore 3000H-Modell mit einem Schieberegler am Gerät vorgewählt wurden. Die zwei Schwierigkeitsstufen wurden mit Tasten bzw. Schiebeschaltern eingestellt.
Das Modell 2000 war in schwarz gehalten und kam mit bis zu vier Drehreglern zurecht, wovon 2 davon in Taschen des Geräts geparkt werden konnten. Beim Commodore 3000H-Modell wurde dagegen die Gehäusefarbe Weiß gewählt und die vier Controller wurden als Schieberegler ausgeführt, was von Kennern mindestens heute eher als Rückschritt im Design zu Ungunsten der Bedienung betrachtet wird. Die Geräte konnten alternativ mit dem mitgelieferten Netzteil oder mit sechs AA-Batterien betrieben werden.
Diese Geräte wurden nur in Europa vertrieben. Die Beschriftung dafür war englisch bzw. deutsch. Das Gerät war deshalb in seinen bekannten Varianten für den PAL-Video-Standard ausgelegt. Einzelne Details geben heute Hinweise darauf, dass auch eine NTSC-Version, vermutlich für den US-Markt, zumindest angedacht, wenn nicht sogar vorbereitet wurde.

## Technik

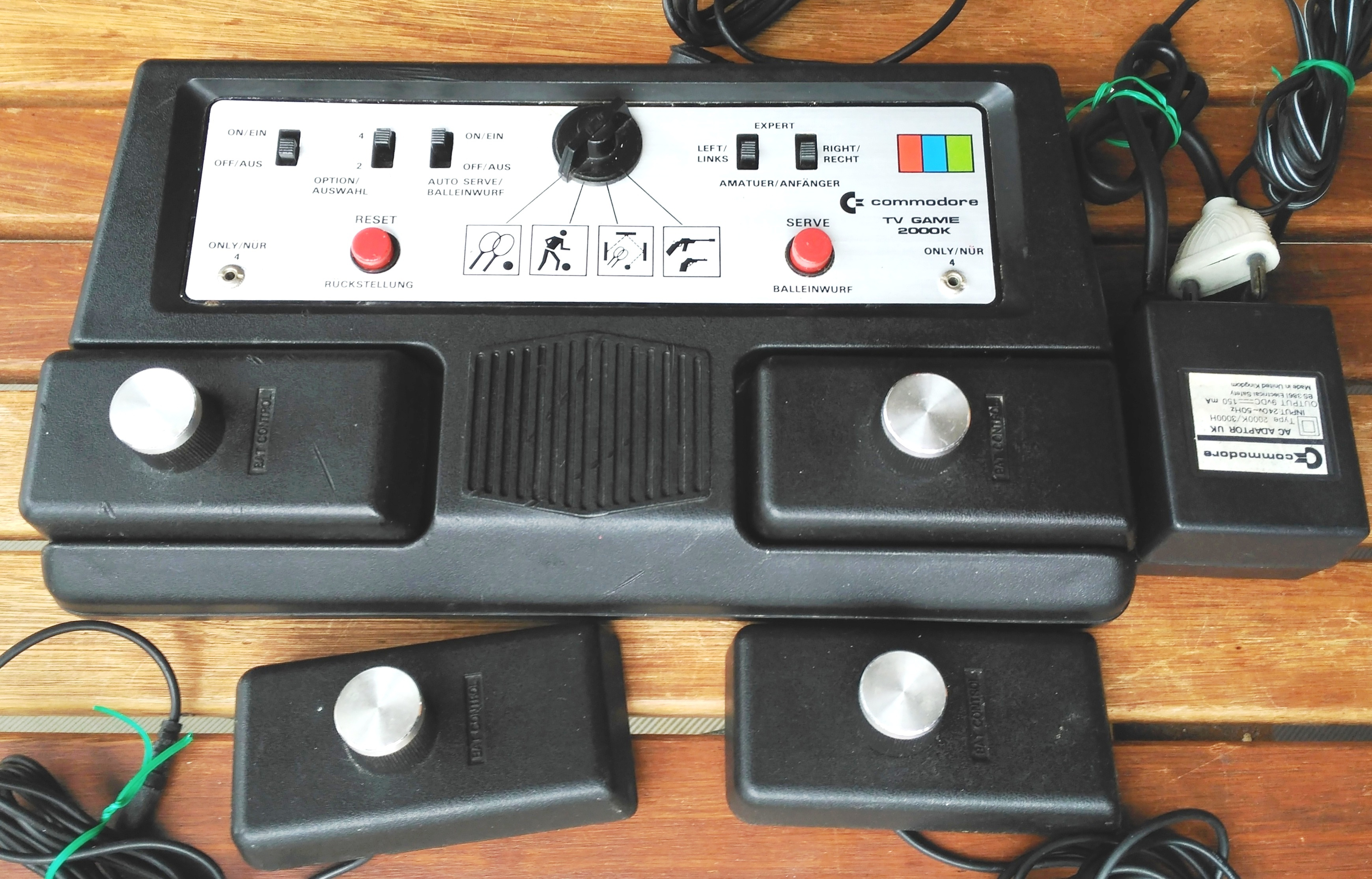
Commodore TV Game 2000K

Das Gerät bestand in seinem Inneren aus nur einem einzigen, dafür aber umso komplexeren Custom-Chip, nämlich dem MOS 7600 (NTSC) bzw. MOS 7601 (PAL) von MOS Technologies (Commodores späterer Halbleiter-Firma). Dieser integrierte die Aufgaben von Prozessor, Grafik, Sound und E/A. Im Umfeld fanden sich nur noch ein paar eher einfache Standard-ICs. Es hätte sich damit bei den jeweils eingesetzten Kernbausteinen im heutigen Sinne um einen in der Tat voll-integrierten Mikrocontroller gehandelt, wie er erst viel später wieder durch einen anderen Hersteller im C64-DTV zum Einsatz kommen sollte.